# 도카이도 오십삼차

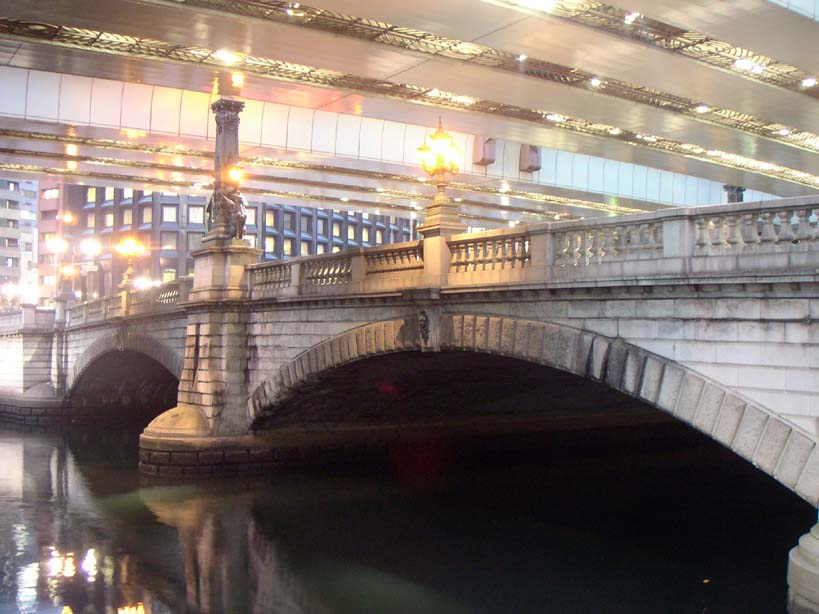
도쿄 니혼바시
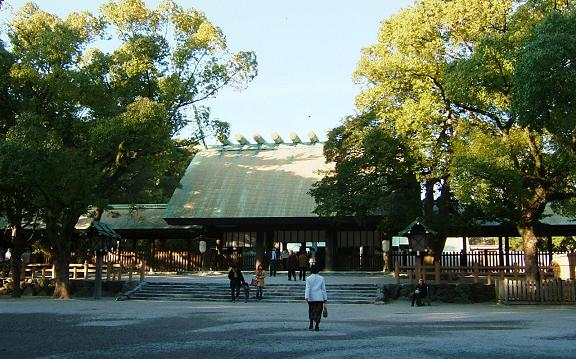
아쓰타 신궁
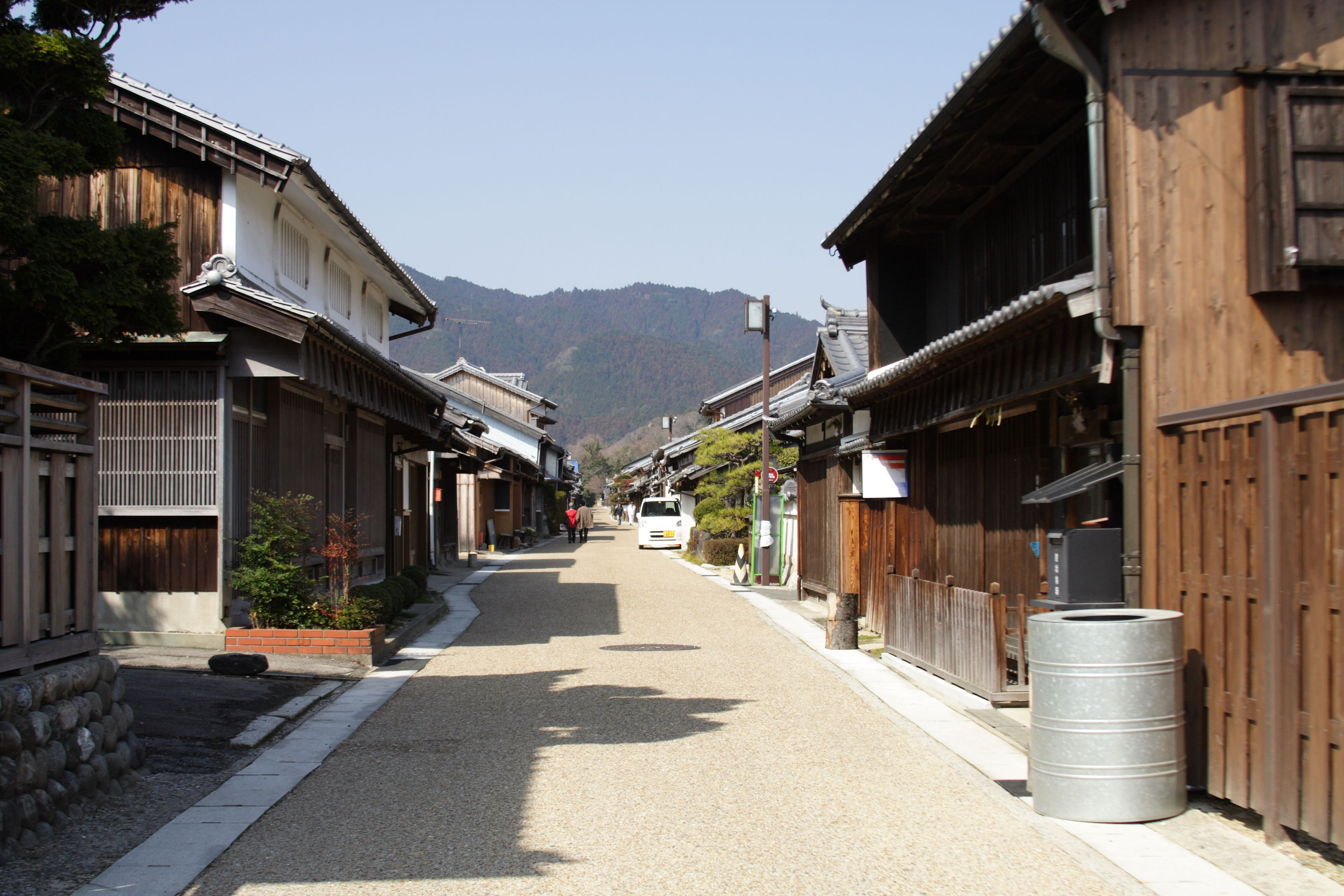
세키슈쿠 (중요 전통적 건조물군 보존지구)

도카이도 오십삼차(일본어: 東海道五十三次 とうかいどうごじゅうさんつぎ[*])는 에도 시대에 정비된 다섯 가도 중 하나인 도카이도의 슈쿠바(역참) 53개를 말한다. 예로부터 도카이도는 길을 따라 절경과 명승 고적이 많아 우키요에와 와카, 하이쿠의 소재로 자주 거론되었다. 또 오십삼차라 하는 것은 에도에서 교토까지 갈 경우이고, 오사카까지 갈 때는 4개소를 더하여 도카이도 오십칠차 라고 하기도 한다.

## 도카이도 오십삼차
번호는 시나가와슈쿠로부터 지나가는 순서에 따라 지정하였다.
에도와 교토 사이의 거리는 124리 8정이며 km로 환산하면 487.8km이다.
도카이도 오십삼차에는 하타고가 총 3,000채 가까이 있었으며 슈쿠바에 따라 그 수가 현저히 차이났다. 많은 인구가 다녔던 에도 및 교토 주변에 많이 있었으며 하코네 고개, 시치리노와타시와 같은 교통이 험한 지역을 낀 곳에도 많았다. 시치리노와타시의 항구가 있던 미에슈쿠에는 군 내의 하타고를 제외하고도 247채나 있었으며 강 건너에 있던 구와나슈쿠에도 120채나 있었다. 미에슈쿠는 하타고의 수만 따지자면 도카이도는 물론이고 이일본에서 가장 큰 슈쿠바였다. 그밖에 100채를 넘긴 슈쿠로 오카자키슈쿠에 112채의 하타고가 존재했다. 하코네하치리의 동쪽 기슭에 위치한 오다와라슈쿠에는 95채, 서쪽 기슭의 미시마슈쿠에도 74채나 있어 이와 인접한 오이소슈쿠(66채), 히라오카슈쿠(54채), 후지사와슈쿠(45채)와 비교해 많은 하타고가 존재했다. 그밖에 하타고가 많이 존재한 슈쿠바로는 시나가와슈쿠(93채), 가와사키슈쿠(72채), 도쓰카슈쿠(75채). 하마마쓰슈쿠(94채), 욧카이치슈쿠(98채), 구사쓰슈쿠(72채), 오쓰슈쿠(71채)가 있었다.
| 슈쿠바             | 이정        | 율령국     | 군            | 현재 지자체 | 현재 지자체          | 현재 지자체  | 좌표                                                                      | 비고                                                                                                  |
| 슈쿠바             | 이정        | 율령국     | 군            | 도도부현    | 시구정촌             | 시구정촌     | 좌표                                                                      | 비고                                                                                                  |
| ------------------ | ----------- | ---------- | ------------- | ----------- | -------------------- | ------------ | ------------------------------------------------------------------------- | --- |
| 니혼바시           | 기점        | 무사시국   | 도시마 군     | 도쿄도      | 주오구               | 주오구       | 북위 35° 41′ 01″ 동경 139° 46′ 28″ / 북위 35.68361° 동경 139.77444°       | |
| 1. 시나가와슈쿠    | 2리         | 무사시국   | 에바라 군     | 도쿄도      | 시나가와구           | 시나가와구   | 북위 35° 37′ 19″ 동경 139° 44′ 21″ / 북위 35.62194° 동경 139.73917°       | |
| 2. 가와사키슈쿠    | 2리 반      | 무사시국   | 다치바나 군   | 가나가와현  | 가와사키시           | 가와사키구   | 북위 35° 32′ 08″ 동경 139° 42′ 28″ / 북위 35.53556° 동경 139.70778°       | |
| 3. 가나가와슈쿠    | 2리 반      | 무사시국   | 다치바나 군   | 가나가와현  | 요코하마시           | 가나가와구   | 북위 35° 28′ 22″ 동경 139° 37′ 56.2″ / 북위 35.47278° 동경 139.632278°    | |
| 4. 호도가야슈쿠    | 1리 9정     | 무사시국   | 다치바나 군   | 가나가와현  | 요코하마시           | 호도가야구   | 북위 35° 26′ 38.5″ 동경 139° 35′ 44″ / 북위 35.444028° 동경 139.59556°    | |
| 5. 도쓰카슈쿠      | 2리 9정     | 사가미국   | 가마쿠라 군   | 가나가와현  | 요코하마시           | 도쓰카구     | 북위 35° 23′ 42.1″ 동경 139° 31′ 47.5″ / 북위 35.395028° 동경 139.529861° | |
| 6. 후지사와슈쿠    | 1리 30정    | 사가미국   | 가마쿠라 군   | 가나가와현  | 후지사와시           | 후지사와시   | 북위 35° 20′ 44.4″ 동경 139° 29′ 10.7″ / 북위 35.345667° 동경 139.486306° | |
| 6. 후지사와슈쿠    | 1리 30정    | 사가미국   | 고자군        | 가나가와현  | 후지사와시           | 후지사와시   | 북위 35° 20′ 44.4″ 동경 139° 29′ 10.7″ / 북위 35.345667° 동경 139.486306° | |
| 7. 히라쓰카슈쿠    | 3리 반      | 사가미국   | 오스미 군     | 가나가와현  | 히라쓰카시           | 히라쓰카시   | 북위 35° 19′ 38.2″ 동경 139° 20′ 16.1″ / 북위 35.327278° 동경 139.337806° | |
| 8. 오이소슈쿠      | 27정        | 사가미국   | 유루기 군     | 가나가와현  | 나카 군 (가나가와현) | 오이소정     | 북위 35° 18′ 32.4″ 동경 139° 18′ 55.1″ / 북위 35.309000° 동경 139.315306° | |
| 9. 오다와라슈쿠    | 4리         | 사가미국   | 아시노시모 군 | 가나가와현  | 오다와라시           | 오다와라시   | 북위 35° 14′ 55.4″ 동경 139° 9′ 39.7″ / 북위 35.248722° 동경 139.161028°  | 오다와라성 조카마치                                                                                   |
| 10. 하코네슈쿠     | 4리 8정     | 사가미국   | 아시노시모 군 | 가나가와현  | 아시가라시모군       | 하코네정     | 북위 35° 11′ 25.5″ 동경 139° 1′ 34.9″ / 북위 35.190417° 동경 139.026361°  | |
| 11. 미시마슈쿠     | 3리 28정    | 이즈국     | 기미사와 군   | 시즈오카현  | 미시마시             | 미시마시     | 북위 35° 7′ 9.3″ 동경 138° 54′ 52.1″ / 북위 35.119250° 동경 138.914472°   | |
| 12. 누마즈슈쿠     | 1리 반      | 스루가국   | 슨토군        | 시즈오카현  | 누마즈시             | 누마즈시     | 북위 35° 6′ 0.4″ 동경 138° 51′ 26.7″ / 북위 35.100111° 동경 138.857417°   | |
| 13. 하라슈쿠       | 1리 반      | 스루가국   | 슨토군        | 시즈오카현  | 누마즈시             | 누마즈시     | 북위 35° 7′ 31.9″ 동경 138° 47′ 50.4″ / 북위 35.125528° 동경 138.797333°  | |
| 14. 요시와라슈쿠   | 3리 6정     | 스루가국   | 후지 군       | 시즈오카현  | 후지시               | 후지시       | 북위 35° 9′ 46″ 동경 138° 41′ 8.3″ / 북위 35.16278° 동경 138.685639°      | |
| 15. 간바라슈쿠     | 2리 30정    | 스루가국   | 이하라 군     | 시즈오카현  | 시즈오카시           | 시미즈구     | 북위 35° 7′ 11.9″ 동경 138° 36′ 19.7″ / 북위 35.119972° 동경 138.605472°  | |
| 16. 유이슈쿠       | 1리         | 스루가국   | 이하라 군     | 시즈오카현  | 시즈오카시           | 시미즈구     | 북위 35° 6′ 27.4″ 동경 138° 34′ 2.9″ / 북위 35.107611° 동경 138.567472°   | |
| 17. 오키쓰슈쿠     | 2리 12정    | 스루가국   | 이하라 군     | 시즈오카현  | 시즈오카시           | 시미즈구     | 북위 35° 2′ 59.4″ 동경 138° 31′ 10.4″ / 북위 35.049833° 동경 138.519556°  | |
| 18. 에지리슈쿠     | 1리 3정     | 스루가국   | 이하라 군     | 시즈오카현  | 시즈오카시           | 시미즈구     | 북위 35° 1′ 11.6″ 동경 138° 28′ 51.1″ / 북위 35.019889° 동경 138.480861°  | |
| 19. 후추슈쿠       | 2리 29정    | 스루가국   | 우도 군       | 시즈오카현  | 시즈오카시           | 아오이구     | 북위 34° 58′ 29.7″ 동경 138° 23′ 15.5″ / 북위 34.974917° 동경 138.387639° | 슨푸성 조카마치                                                                                       |
| 20. 마리코슈쿠     | 1리 반      | 스루가국   | 우도 군       | 시즈오카현  | 시즈오카시           | 스루가구     | 북위 34° 56′ 57.9″ 동경 138° 20′ 32.8″ / 북위 34.949417° 동경 138.342444° | |
| 21. 오카베슈쿠     | 1리 29정    | 스루가국   | 시다 군       | 시즈오카현  | 후지에다시           | 후지에다시   | 북위 34° 55′ 7.8″ 동경 138° 16′ 57.6″ / 북위 34.918833° 동경 138.282667°  | |
| 22. 후지에다슈쿠   | 1리 29정    | 스루가국   | 시다 군       | 시즈오카현  | 후지에다시           | 후지에다시   | 북위 34° 52′ 11.3″ 동경 138° 15′ 9.8″ / 북위 34.869806° 동경 138.252722°  | |
| 23. 시마다슈쿠     | 2리 8정     | 스루가국   | 시다 군       | 시즈오카현  | 시마다시             | 시마다시     | 북위 34° 49′ 58.1″ 동경 138° 10′ 33.1″ / 북위 34.832806° 동경 138.175861° | |
| 24. 가나야슈쿠     | 1리         | 도토미국   | 하이바라군    | 시즈오카현  | 시마다시             | 시마다시     | 북위 34° 49′ 22.3″ 동경 138° 7′ 45.4″ / 북위 34.822861° 동경 138.129278°  | |
| 25. 닛사카슈쿠     | 1리 24정    | 도토미국   | 사야 군       | 시즈오카현  | 가케가와시           | 가케가와시   | 북위 34° 48′ 14.9″ 동경 138° 4′ 31.3″ / 북위 34.804139° 동경 138.075361°  | |
| 26. 가케가와슈쿠   | 1리 19정    | 도토미국   | 사야 군       | 시즈오카현  | 가케가와시           | 가케가와시   | 북위 34° 46′ 22.5″ 동경 138° 0′ 57.2″ / 북위 34.772917° 동경 138.015889°  | 가케가와성 조카마치                                                                                   |
| 27. 후쿠로이슈쿠   | 2리 16정    | 도토미국   | 야마나 군     | 시즈오카현  | 후쿠로이시           | 후쿠로이시   | 북위 34° 44′ 50.9″ 동경 137° 55′ 23.6″ / 북위 34.747472° 동경 137.923222° | |
| 28. 미쓰케슈쿠     | 1리 반      | 도토미국   | 이와타 군     | 시즈오카현  | 이와타시             | 이와타시     | 북위 34° 43′ 36.5″ 동경 137° 51′ 25.3″ / 북위 34.726806° 동경 137.857028° | 혼사카도오리히메카이도와의 분기점                                                                     |
| 29. 하마마쓰슈쿠   | 4리 7정     | 도토미국   | 후치 군       | 시즈오카현  | 하마마쓰시           | 나카구       | 북위 34° 42′ 18.4″ 동경 137° 43′ 54.9″ / 북위 34.705111° 동경 137.731917° | 하마마쓰성 조카마치                                                                                   |
| 30. 마이사카슈쿠   | 2리 30정    | 도토미국   | 후치 군       | 시즈오카현  | 하마마쓰시           | 니시구       | 북위 34° 41′ 3.8″ 동경 137° 36′ 32.2″ / 북위 34.684389° 동경 137.608944°  | |
| 31. 아라이슈쿠     | 1리(해상)   | 도토미국   | 후치 군       | 시즈오카현  | 고사이시             | 고사이시     | 북위 34° 41′ 38.9″ 동경 137° 33′ 38.8″ / 북위 34.694139° 동경 137.560778° | |
| 32. 시라스카슈쿠   | 1리 24정    | 도토미국   | 하마나 군     | 시즈오카현  | 고사이시             | 고사이시     | 북위 34° 41′ 18.8″ 동경 137° 30′ 3″ / 북위 34.688556° 동경 137.50083°     | |
| 33. 후타가와슈쿠   | 2리 16정    | 미카와국   | 아쓰미 군     | 아이치현    | 도요하시시           | 도요하시시   | 북위 34° 43′ 23″ 동경 137° 27′ 52.3″ / 북위 34.72306° 동경 137.464528°    | |
| 34. 요시다슈쿠     | 1리 20정    | 미카와국   | 아쓰미 군     | 아이치현    | 도요하시시           | 도요하시시   | 북위 35° 40′ 38.4″ 동경 139° 44′ 40.6″ / 북위 35.677333° 동경 139.744611° | 요시다성 조카마치                                                                                     |
| 35. 고유슈쿠       | 2리 22정    | 미카와국   | 호이 군       | 아이치현    | 도요카와시           | 도요카와시   | 북위 35° 40′ 38.4″ 동경 139° 44′ 40.6″ / 북위 35.677333° 동경 139.744611° | 혼사카도오리히메카이도와의 분기점                                                                     |
| 36. 아카사카슈쿠   | 16정        | 미카와국   | 호이 군       | 아이치현    | 도요카와시           | 도요카와시   | 북위 34° 51′ 20.6″ 동경 137° 18′ 29.6″ / 북위 34.855722° 동경 137.308222° | |
| 37. 후지카와슈쿠   | 2리 9정     | 미카와국   | 누가타 군     | 아이치현    | 오카자키시           | 오카자키시   | 북위 34° 54′ 39.8″ 동경 137° 13′ 19.9″ / 북위 34.911056° 동경 137.222194° | |
| 38. 오카자키슈쿠   | 1리 25정    | 미카와국   | 누가타 군     | 아이치현    | 오카자키시           | 오카자키시   | 북위 34° 57′ 28.5″ 동경 137° 10′ 9.1″ / 북위 34.957917° 동경 137.169194°  | 오카자키성 조카마치                                                                                   |
| 39. 지류슈쿠       | 3리 30정    | 미카와국   | 헤키카이 군   | 아이치현    | 지류시               | 지류시       | 북위 35° 0′ 29.2″ 동경 137° 2′ 27.4″ / 북위 35.008111° 동경 137.040944°   | |
| 40. 나루미슈쿠     | 2리 30정    | 오와리국   | 아이치군      | 아이치현    | 나고야시             | 미도리구     | 북위 35° 4′ 46.8″ 동경 136° 56′ 59.3″ / 북위 35.079667° 동경 136.949806°  | |
| 41. 미야슈쿠       | 1리 반      | 오와리국   | 아이치군      | 아이치현    | 나고야시             | 아쓰타구     | 북위 35° 7′ 12.9″ 동경 136° 54′ 25.1″ / 북위 35.120250° 동경 136.906972°  | 아쓰타 신궁 주변 구와나슈쿠로 가는 도카이도 유일의 해상로 시치리노와타시와 이어지며 미노지와의 분기점 |
| 42. 구와나슈쿠     | 7리(나룻배) | 이세국     | 구와나군      | 미에현      | 구와나시             | 구와나시     | 북위 35° 4′ 7.4″ 동경 136° 41′ 43.8″ / 북위 35.068722° 동경 136.695500°   | 구와나성 조카마치                                                                                     |
| 43. 욧카이치슈쿠   | 3리 8정     | 이세국     | 미에군        | 미에현      | 욧카이치시           | 욧카이치시   | 북위 34° 58′ 10.3″ 동경 136° 37′ 31″ / 북위 34.969528° 동경 136.62528°    | |
| 44. 이시야쿠시슈쿠 | 2리 27정    | 이세국     | 스즈카 군     | 미에현      | 스즈카시             | 스즈카시     | 북위 34° 54′ 15.6″ 동경 136° 32′ 52.8″ / 북위 34.904333° 동경 136.548000° | |
| 45. 요노슈쿠       | 27정        | 이세국     | 스즈카 군     | 미에현      | 스즈카시             | 스즈카시     | 북위 34° 53′ 0.2″ 동경 136° 31′ 29.4″ / 북위 34.883389° 동경 136.524833°  | |
| 46. 가메야마슈쿠   | 2리         | 이세국     | 스즈카 군     | 미에현      | 가메야마시           | 가메야마시   | 북위 34° 51′ 15.5″ 동경 136° 27′ 14.8″ / 북위 34.854306° 동경 136.454111° | 가메야마성 조카마치                                                                                   |
| 47. 세키슈쿠       | 1리 반      | 이세국     | 스즈카 군     | 미에현      | 가메야마시           | 가메야마시   | 북위 34° 51′ 8.9″ 동경 136° 23′ 31.5″ / 북위 34.852472° 동경 136.392083°  | |
| 48. 사카시카슈쿠   | 1리 24정    | 이세국     | 스즈카 군     | 미에현      | 가메야마시           | 가메야마시   | 북위 34° 53′ 18.8″ 동경 136° 21′ 14.7″ / 북위 34.888556° 동경 136.354083° | |
| 49. 쓰치야마슈쿠   | 2리 반      | 오미국     | 고카 군       | 시가현      | 고카시               | 고카시       | 북위 34° 56′ 3.9″ 동경 136° 17′ 1.8″ / 북위 34.934417° 동경 136.283833°   | 다무라 신사 경내                                                                                      |
| 50. 미나쿠치슈쿠   | 2리 25정    | 오미국     | 고카 군       | 시가현      | 고카시               | 고카시       | 북위 34° 57′ 56″ 동경 136° 11′ 0.6″ / 북위 34.96556° 동경 136.183500°     | |
| 51. 이시베슈쿠     | 3리 12정    | 오미국     | 고카 군       | 시가현      | 고난시               | 고난시       | 북위 35° 0′ 36.2″ 동경 136° 3′ 16.7″ / 북위 35.010056° 동경 136.054639°   | |
| 52. 구사쓰슈쿠     | 2리 25정    | 오미국     | 구리타 군     | 시가현      | 구사쓰시             | 구사쓰시     | 북위 35° 1′ 2.8″ 동경 135° 57′ 38.3″ / 북위 35.017444° 동경 135.960639°   | 나카센도와 이어짐 (구사쓰 갈림길)                                                                     |
| 53. 오쓰슈쿠       | 3리 24정    | 오미국     | 시가 군       | 시가현      | 오쓰시               | 오쓰시       | 북위 35° 0′ 21.5″ 동경 135° 51′ 41.1″ / 북위 35.005972° 동경 135.861417°  | 나카센도와 교차점, 호쿠리쿠도와 이어짐 후시미카이도와의 분기점                                        |
| 산조오하시         | 3리         | 야마시로국 | 오타기 군     | 교토부      | 교토시               | 히가시야마구 | 북위 35° 0′ 37.2″ 동경 135° 46′ 27.7″ / 북위 35.010333° 동경 135.774361°  | 교카이도와 이어짐                                                                                     |

- 도쿄 니혼바시
- 아쓰타 신궁
- 세키슈쿠
(중요 전통적 건조물군 보존지구)

## 도카이도 오십실차
도카이도의 연장선으로 교카이도의 슈쿠바가 겐나 5년(1619년)에 설치되었다. 교카이도의 슈쿠바를 포함해 도카이도 오십칠차라고 부른다.
번호는 시나가와슈쿠로부터 지나가는 순서에 따라 지정하였다.
| 슈쿠바           | 율령국     | 군          | 현재 지자체 | 현재 지자체 | 현재 지자체 | 비고                                    |
| 슈쿠바           | 율령국     | 군          | 도도부현    | 시구정촌    | 시구정촌    | 비고                                    |
| ---------------- | ---------- | ----------- | ----------- | ----------- | ----------- | --------------------------------------- |
| 53. 오쓰슈쿠     | 오미국     | 시가 군     | 시가현      | 오쓰시      | 오쓰시      | 히게차야오이와케에서 도카이도와 나뉜다. |
| 54. 후시미주쿠   | 야마시로국 | 기 군       | 교토부      | 교토시      | 후시미구    |                                         |
| 55. 요도슈쿠     | 야마시로국 | 구세군      | 교토부      | 교토시      | 후시미구    |                                         |
| 56. 히라카타주쿠 | 가와치국   | 맛타 군     | 오사카부    | 히라카타시  | 히라카타시  |                                         |
| 57. 모리구치주쿠 | 가와치국   | 맛타 군     | 오사카부    | 모리구치시  | 모리구치시  |                                         |
| 고라이 교        | 셋쓰국     | 니시나리 군 | 오사카부    | 오사카시    | 주오구      | 과거에는 교 교였다.                     |

## 같이 보기
- 고카이도

## 참고 문헌
- 아사이 겐지 (2001년 11월 10일). 《도와 로를 알 수 있는 사전》 초판. 일본실업출판사. ISBN 4-534-03315-X.